# Zoológico de Los Angeles

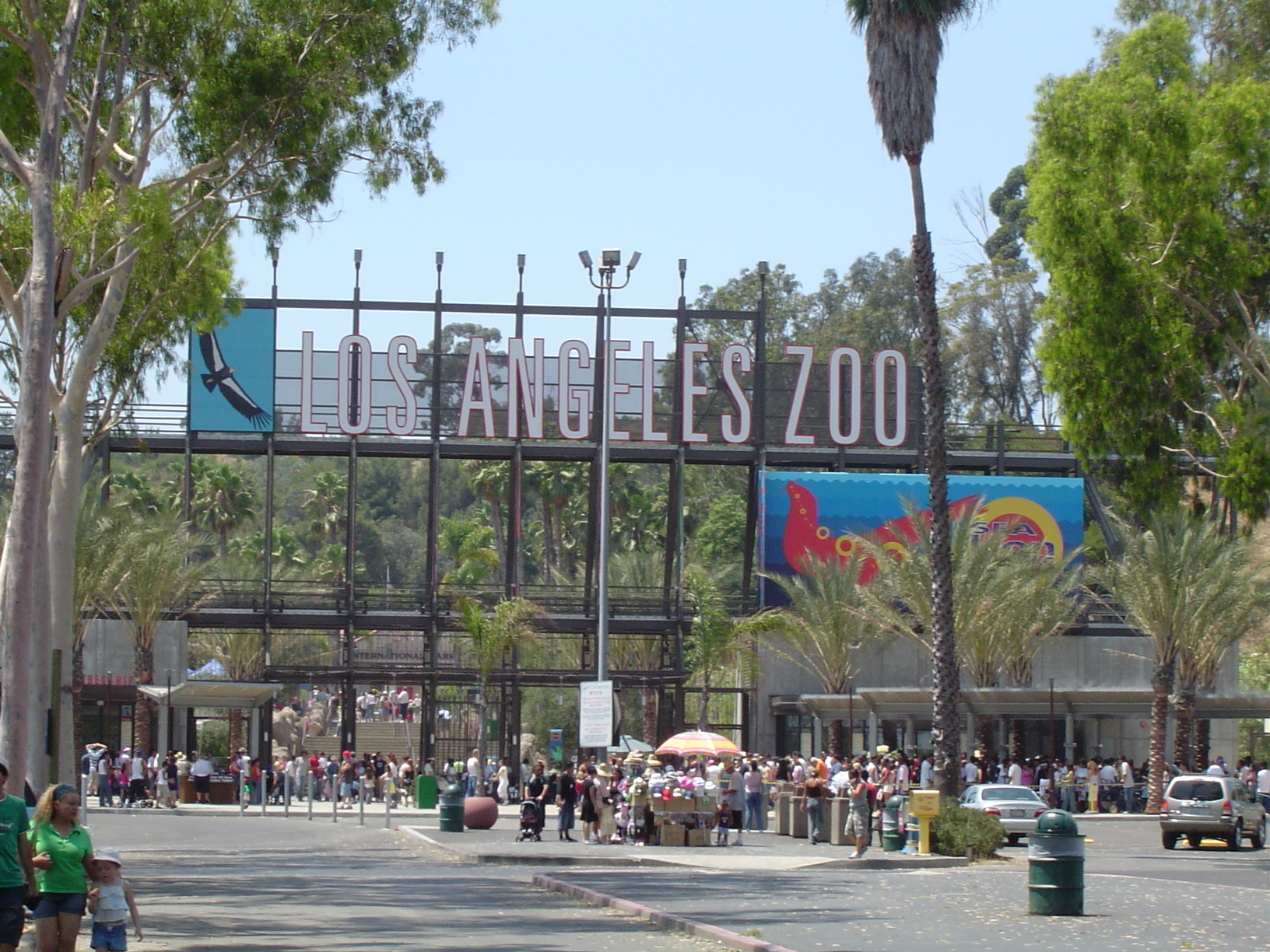
A entrada principal do zoológico de Los Angeles.

O Zoológico de Los Angeles foi fundado em 1966, na cidade de Los Angeles, Califórnia. Possui uma área de 0,5 km² e 1.100 animais de várias partes do mundo.
Possui um programa de reprodução de condores-da-califórnia bem sucedido, aumentando o número de condores de 22 na década de 1980, para 330.
O zoológico está aberto diariamente das 10:00 a.m. às 5:00 p.m.